# Handball-DDR-Oberliga (Männer) 1962/63
Mit der Handball-DDR-Oberliga der Männer in der Saison 1962/63 wurden die DDR-Meister im Hallen- und Feldhandball ermittelt. Es siegten in der Halle die Betriebssportgemeinschaft Lok Magdeburg Südost und auf dem Feld der Armeesportklub Vorwärts Berlin.

## Hallenhandball

### Punktspiele
Die Hallenhandballmeisterschaft wurde zunächst mit 19 Mannschaften in der Handballoberliga mit zwei regionalen Staffeln ausgetragen. Statt der vorgesehenen vier Aufsteiger aus der DDR-Liga gab es 1962/63 nur drei Neulinge, sodass in der Staffel II nur neun Teams gegeneinander antraten. Die beiden Staffelsieger, Lok Magdeburg SO und SC DHfK Leipzig, die nach einer Doppelrunde feststanden, ermittelten in einem Endspiel den Hallenhandballmeister. Während aus der Staffel I mit BSG Lok Wünsdorf und BSG Traktor Neubrandenburg zwei Mannschaften absteigen mussten, gab es in der Staffel II mit Motor Gohlis Nord Leipzig nur einen Absteiger.

### Abschlusstabellen
| Pl. | Mannschaft                     | Sp | S  | U | N  | Tore    | Punkte |
| 1   | BSG Lok Magdeburg SO           | 18 | 15 | 1 | 2  | 327:234 | 31:05  |
| 2   | SC Empor Rostock               | 18 | 11 | 4 | 3  | 260:191 | 26:10  |
| 3   | SC Aufbau Magdeburg            | 18 | 12 | 1 | 5  | 294:251 | 25:11  |
| 4   | SG Dynamo Halle                | 18 | 11 | 2 | 5  | 317:261 | 24:12  |
| 5   | ASK Vorwärts Berlin            | 18 | 9  | 3 | 6  | 290:252 | 21:15  |
| 6   | BSG ZAB Dessau                 | 18 | 8  | 2 | 8  | 306:303 | 18:18  |
| 7   | SC Dynamo Berlin               | 18 | 7  | 3 | 8  | 321:245 | 17:13  |
| 8   | BSG Lok Frankfurt/O.           | 18 | 4  | 1 | 13 | 248:366 | 09:27  |
| 9   | BSG Lok Wünsdorf (N)           | 18 | 3  | 1 | 14 | 255:379 | 07:29  |
| 10  | BSG Traktor Neubrandenburg (N) | 18 | 1  | – | 17 | 192:328 | 02:34  |

| Pl. | Mannschaft                | Sp | S  | U | N  | Tore    | Punkte |
| 1   | SC DHfK Leipzig           | 16 | 15 | – | 1  | 366:190 | 30:02  |
| 2   | BSG Wismut Aue            | 16 | 13 | – | 3  | 313:267 | 26:06  |
| 3   | SC Lok Leipzig            | 15 | 11 | – | 4  | 342:197 | 22:08  |
| 4   | BSG Lok Dresden (N)       | 16 | 8  | 3 | 5  | 293:240 | 19:13  |
| 5   | BSG Motor Eisenach        | 16 | 4  | 3 | 9  | 293:243 | 11:21  |
| 6   | BSG Lok Erfurt            | 16 | 5  | 1 | 10 | 256:317 | 11:21  |
| 7   | SG Dynamo Leipzig         | 15 | 3  | 3 | 9  | 217:265 | 09:21  |
| 8   | BSG Aufbau Schwarza (N)   | 16 | 4  | – | 12 | 276:379 | 08:24  |
| 9   | Motor Gohlis Nord Leipzig | 16 | 3  | – | 13 | 200:304 | 06:26  |

Ein Spiel zwischen den Leipziger Mannschaften SC Lok und SG Dynamo wurde nicht ausgetragen.

### Endspiel Halle
(3. März 1963)
BSG Lok Magdeburg Südost – SC DHfK Leipzig 11:10 (7:6)

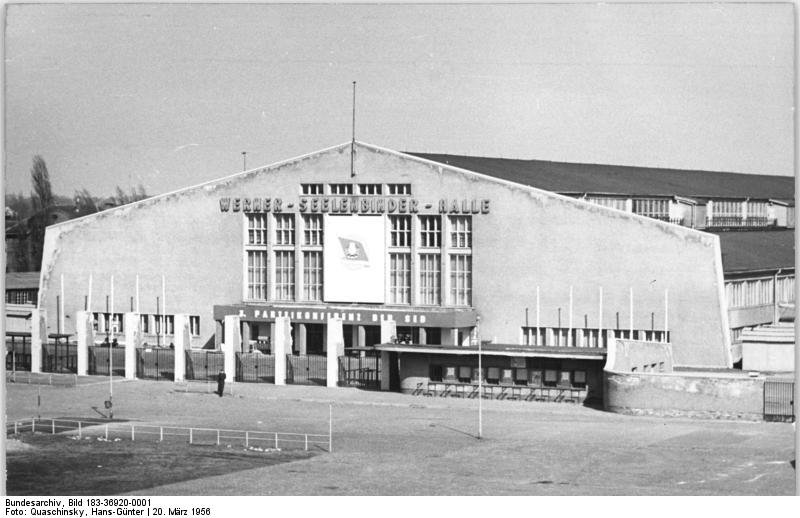
Endspielhalle „Werner Seelenbinder“ in Ost-Berlin

Vor den 4000 Zuschauern in der Ost-Berliner Werner-Seelenbinder-Halle entwickelte sich ein äußerst spannendes Endspiel, das bis zum Schlusspfiff auf des Messers Schneide stand. Trotz der Dramatik lieferten die Aktiven beider Mannschaften bei hohem Tempo auch technische Sololeistungen, die die Zuschauer begeisterten. Der dabei zu Tage tretende körperliche Einsatz wurde vom guten Berliner Schiedsrichter Kutsche mit konsequentem Eingreifen durch acht Herausstellungen in faire Bahnen gelenkt. Die herausragenden Spieler waren auf Magdeburger Seite Kurt Schwenk als gefährlicher Außenstürmer und Gerhard Stapf mit seinen gefährlichen Weitwürfen. Die Leipziger mussten zwar auf ihren verletzten Regisseur Paul Tiedemann verzichten, hatten aber mit Fährmann und Langhoff zwei kluge Spielgestalter. Über eine Viertelstunde lagen die Vorteile bei der BSG Lok, deren Stürmer ihre Chancen besser nutzten und einen 5:3-Vorsprung herausschossen. Erst als die DHfK-Spieler das Tempo anzogen, gelang ihnen in der 20. Minute der 5:5-Ausgleich. Doch obwohl sich Leipzigs Torwart Franke mit zunehmender Spieldauer steigerte, konnte er nicht verhindern, dass die Magdeburger erneut auf zwei Toren davon zogen. Danach hatte der SC DHfK seine spielerisch beste Phase und kam bis zum Halbzeitpfiff wieder auf 6:7 heran. Fast hatte es den Anschein, als hätten die Leipziger das Spiel noch wenden können, in der 45. Minute lagen sie plötzlich mit 10:9 in Front. Die Lok-Spieler ließen sich jedoch nicht beirren. In der 48. Minute gelang Nist mit einem Abstaubertor der erneute Ausgleich und mit einem verwandelten Strafwurf in der 55. Minute stellte Lok Südost den Endstand zu seinen Gunsten sicher.
| Lok Südost: Dieter Deicke – Bahra (2) Gerhard Stapf (3), Fürstenau (3), Erwin Nist (1), Klaus Miesner, Kurt Schwenk (2); Gerhard Schwenk, Ponicki, Gerstenbruch SC DHfK: Klaus Franke – Klaus Langhoff (4), Lothar Fährmann (1), Siegfried Warm, Otto Hölke (1), Faasch, Erwin Kaldarasch (2); Peter Randt (2), Schmitt, Neiling |
| Schiedsrichter: Willi Kutsche (Ost-Berlin), Zuschauer: 4000 in der Werner-Seelenbinder-Halle (Ost-Berlin) |

## Feldhandballmeisterschaft 1963

### Punktspiele
Die Spiele der Feldhandballoberliga fanden wegen der Teilnahme der Nationalmannschaft an der Feldhandball-Weltmeisterschaft nur in einer einfachen Runde in den Monaten September und Oktober 1963 statt. In zwei regionalen Staffeln beteiligten sich 20 Mannschaften. Nach neun Spieltagen standen die die beiden Staffelsieger SC Dynamo Berlin und ASK Vorwärts Berlin fest, die in einem Endspiel den Feldhandballmeister ermittelten.

### Abschlusstabellen
| Pl. | Mannschaft            | Sp | S | U | N | Tore    | Punkte |
| 1   | SC Dynamo Berlin      | 9  | 8 | – | 1 | 148:091 | 16:02  |
| 2   | SC Lok Leipzig        | 9  | 7 | – | 2 | 150:101 | 14:04  |
| 3   | SC Empor Rostock      | 9  | 6 | – | 3 | 103:097 | 12:06  |
| 4   | SG Dynamo Leipzig     | 9  | 5 | – | 4 | 116:129 | 10:08  |
| 5   | SG Dynamo Halle       | 9  | 4 | – | 5 | 121:131 | 08:10  |
| 6   | BSG ZAB Dessau        | 9  | 4 | – | 5 | 117:138 | 08:10  |
| 7   | BSG Lok Magdeburg SO  | 9  | 3 | – | 6 | 119:113 | 06:12  |
| 8   | BSG Motor Staßfurt    | 9  | 3 | – | 6 | 115:124 | 06:12  |
| 9   | BSG BGW Berlin (N)    | 9  | 3 | – | 6 | 097:111 | 06:12  |
| 10  | BSG Motor Rostock (N) | 9  | 2 | – | 7 | 082:133 | 0 4:14 |

| Pl. | Mannschaft                | Sp | S | U | N | Tore    | Punkte |
| 1   | ASK Vorwärts Berlin       | 9  | 9 | – | – | 160:091 | 18:0   |
| 2   | SC DHfK Leipzig           | 9  | 7 | 1 | 1 | 149:101 | 15:03  |
| 3   | BSG Stahl Krauschwitz     | 9  | 6 | – | 3 | 112:110 | 12:06  |
| 4   | BSG Wismut Aue            | 9  | 5 | 1 | 3 | 125:123 | 11:07  |
| 5   | SC Aufbau Magdeburg       | 9  | 4 | 1 | 4 | 116:095 | 09:09  |
| 6   | BSG Motor Eisenach        | 9  | 4 | – | 5 | 100:106 | 08:10  |
| 7   | BSG Lok Schleife          | 9  | 3 | – | 6 | 092:120 | 06:12  |
| 8   | BSG Lok Dresden (N)       | 9  | 2 | – | 7 | 104:128 | 04:14  |
| 9   | BSG Aufbau Schwarza (N)   | 9  | 2 | – | 7 | 096:134 | 04:14  |
| 10  | Motor Gohlis Nord Leipzig | 9  | 1 | 1 | 7 | 076:122 | 03:15  |

### Endspiel Feld
ASK Vorwärts Berlin – SC Dynamo Berlin 28:23 (18:13, 13:13, 8:10) n.2.Verl.

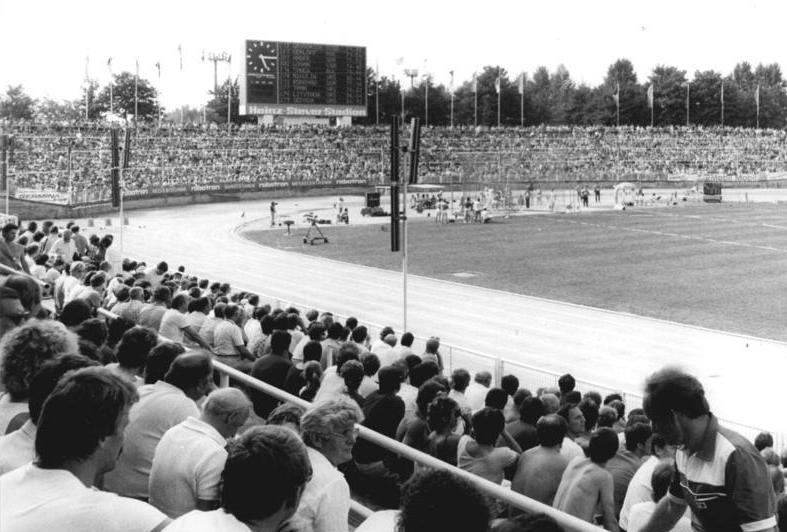
Endspielstadion „Heinz Steyer“ in Dresden

Das Endspiel um die DDR-Feldhandballmeisterschaft im Dresdner Heinz-Steyer-Stadion mit den beiden Ost-Berliner Mannschaften ASK Vorwärts und SC Dynamo war an Dramatik nicht zu überbieten und brauchte zwei Verlängerungen bzw. 100 Minuten bis zur endgültigen Entscheidung. Zunächst schien alles für den SC Dynamo zu laufen. Mit hervorragendem Stellungsspiel und treffsicheren Angriffen gaben die SC-Spieler bis zur regulären Halbzeit die Führung nicht aus der Hand, für die sie in den ersten fünf Minuten mit 4:0 Toren den Grundstein gelegt hatten. Die Armeehandballer des ASK fanden nicht ihre spielerische Linie, ihre Hauptakteure Hebler und Pappusch versagten im Torschuss, umständliche Dribblings hemmten den Spielfluss. Mit Weitwürfen und kämpferischem Aufbegehren bemühte sich der ASK, Schritt zu halten, doch lediglich die sichere Strafwurfausbeute – vier Treffer ohne Fehlwurf – hielten die Armeehandballer im Spiel. Mit 10:8 Toren für den SC Dynamo wurden die Seiten gewechselt. Zwei Faktoren wurden für die zweite Spielhälfte entscheidend. Der ASK brachte mit Schulze einen neuen Torwart, der sich als sicherer Rückhalt erwies, und der SC Dynamo musste auf seinen Torjäger Hirsch verzichten, der sich bereits in der 15. Minute verletzt hatte. Plötzlich hatten die Dynamo-Spieler Ladehemmung, während ASK-Angreifer Hebler zu großer Form auflief. Ihm verdankte es der Armeeklub, dass er von der 50. Minute an ein Unentschieden halten konnte. Die reguläre Spielzeit endete schließlich 13:13. In der ersten Verlängerung setzte sich die bessere Physis der ASK-Spieler durch, die schon nach sechs Minuten einen Zweitore-Vorsprung herausgeschossen hatten. Sechs Minuten vor Ende der ersten Verlängerung stand des 18:15 für den ASK Vorwärts, doch als die Zuschauer schon mit einer endgültigen Entscheidung rechneten, kam der SC Dynamo mit einem Kraftakt noch einmal auf 18:18 heran und erzwang eine zweite Verlängerung. Da nun aber auch mit Matz ein weiterer Angreifer der Dynamos verletzt ausscheiden musste, zog der ASK unwiderstehlich davon und siegte am Ende mit einem sicheren 5-Tore-Vorsprung.
| ASK Vorwärts: Häckel (Schulze) – Herbert Liedtke, Obermeyer; Lieske, Manfred Krost, Waldemar Pappusch (1); Rose (3), Klaus Hebler (9), Müller (8), Lause, Hans Haberhauffe (6); Auswechselspieler: Grube (1) SC Dynamo: Legien – Greye, Kulawig; Meißner (1), Klaus Petzold, Zielke; Werner Senger (1), Rudi Hirsch (2), Naumann (5), Klaus-Dieter Matz (7), Zimmermann (5); Auswechselspieler: Hildebrandt (2) |
| Schiedsrichter: Singer (Fraureuth), Zuschauer: 6000 im Heinz-Steyer-Stadion (Dresden) |

## Quelle
- DDR-Sportzeitung Deutsches Sportecho, Jahrgang 1963